# Brebis Bleaney
Brebis Bleaney (né le 6 juin 1915 à Londres – mort le 4 novembre 2006 à Oxford) est un physicien britannique. Il s'est particulièrement consacré à l'étude des propriétés magnétiques des solides par l'emploi de micro-ondes. Il a dirigé le Clarendon Laboratory de l'université d'Oxford de 1957 à 1977. Il a été lauréat du prix Eugène Zavoïsky en 1992, en reconnaissance de ses contributions « à l'emploi de la résonance paramagnétique électronique de transition des cristaux ioniques. »
Dans le monde anglophone, il est célèbre pour son cours d'électromagnétisme destiné aux étudiants de premier cycle universitaire, Electricity and Magnetism, co-écrit avec sa femme Betty.